# Oksana Boturchuk
Oksana Boturchuk (en ukrainien : Оксана Ботурчук), née le 12 septembre 1984 à Nikopol (RSS d'Ukraine), est une athlète handisport ukrainienne, concourant en sprint catégorie T12 pour les athlètes atteints de déficience visuelle.
Elle détient un titre paralympique sur le 100 m(2008), trois titres mondiaux sur le 100 m et 200 m (2006, 2013) et deux titres européens sur le 200 m et le 400 m (2018).

## Biographie
En 1997, elle est victime d'un accident de voiture qui lui fait perdre la vue.
Un film basé sur sa vie, Pulse, sort dans les cinémas ukrainiens en août 2021.

## Carrière
Lors des Jeux paralympiques d'été de 2008, Boturchuk remporte son unique médaille d'or paralympique en devançant ses adversaires sur le 100 m T12.
Aux Jeux paralympiques d'été de 2020, elle termine sur la deuxième marche du podium sur les trois courses qu'elle coure, le 100 m, le 200 m et le 400 m, à chaque fois derrière la Cubaine Omara Durand qui domine la catégorie depuis les Jeux de 2012.

## Palmarès

### Jeux paralympiques
- médaille d'or du 100 m T12 aux Jeux paralympiques d'été de 2008 à Pékin
- médaille d'argent du 200 m T12 aux Jeux paralympiques d'été de 2008 à Pékin
- médaille d'argent du 400 m T12 aux Jeux paralympiques d'été de 2008 à Pékin
- médaille d'argent du 400 m T12 aux Jeux paralympiques d'été de 2012 à Londres
- médaille d'argent du 200 m T12 aux Jeux paralympiques d'été de 2016 à Rio de Janeiro
- médaille d'argent du 400 m T12 aux Jeux paralympiques d'été de 2016 à Rio de Janeiro
- médaille d'argent du 100 m T12 aux Jeux paralympiques d'été de 2020 à Tokyo
- médaille d'argent du 200 m T12 aux Jeux paralympiques d'été de 2020 à Tokyo
- médaille d'argent du 400 m T12 aux Jeux paralympiques d'été de 2020 à Tokyo
- médaille de bronze du 100 m T12 aux Jeux paralympiques d'été de 2012 à Londres

### Championnats du monde
- médaille d'or du 100 m T12 aux Championnats du monde 2006 à Assen
- médaille d'or du 200 m T12 aux Championnats du monde 2006 à Assen
- médaille d'or du 100 m T12 aux Championnats du monde 2013 à Lyon
- médaille d'argent du 400 m T12 aux Championnats du monde 2011 à Christchurch
- médaille d'argent du 200 m T12 aux Championnats du monde 2015 à Doha
- médaille d'argent du 400 m T12 aux Championnats du monde 2015 à Doha
- médaille d'argent du 400 m T12 aux Championnats du monde 2019 à Dubaï
- médaille de bronze du 100 m T12 aux Championnats du monde 2013 à Lyon
- médaille de bronze du 100 m T12 aux Championnats du monde 2015 à Doha
- médaille de bronze du 200 m T12 aux Championnats du monde 2019 à Dubaï

### Championnats d'Europe
- médaille d'or du 100 m T12 aux Championnats d'Europe 2014 à Swansea
- médaille d'or du 200 m T12 aux Championnats d'Europe 2014 à Swansea
- médaille d'or du 400 m T12 aux Championnats d'Europe 2014 à Swansea
- médaille d'or du 200 m T12 aux Championnats d'Europe 2018 à Berlin
- médaille d'or du 400 m T12 aux Championnats d'Europe 2018 à Berlin